# 41 Pułk Armat Polowych (austro-węgierski)
Pułk Armat Polowych Nr 41 (FKR. 41) – pułk artylerii polowej cesarskiej i królewskiej Armii.

## Historia pułku
1 maja 1885 roku w Wiedniu na bazie Pułków Artylerii Polowej Nr 4 i 6 został utworzony 28. Ciężki Dywizjon (niem. 28. Schwere Batterie-Division). Nowo utworzony dywizjon został włączony w skład 14 Brygady Artylerii.
W 1889 roku dywizjon został przeniesiony do Salzburga na terytorium 14 Korpusu. W następnym roku oddział został przemianowany na 28. Dywizjon (niem. 28. Batterie-Division).
W 1914 pułk stacjonował w Salzburgu i wchodził w skład 14 Brygady Artylerii Polowej.
W czasie I wojny światowej w szeregach pułku walczył ppor. rez. Jerzy Pepłowski.

## Komendanci pułku
- ppłk Viktor Primavesi (1914[4])